# Douglas B-66 Destroyer
Douglas B-66 Destroyer bio je američki laki, dvomotorni bombarder razvijen na temelju A-3 Skywarriora. Iako je trebao biti tek nešto poboljšani Skywarrior, Destroyer nije bio uspješan bombarder te je na kraju isključivo rabljen kao avion za elektronička djelovanja. U operativnoj uporabi ostao je sve do 1973. godine.

## Razvoj
Nakon izbijanja Korejskog rata 25. lipnja 1950., američko ratno zrakoplovstvo je uvidjelo da hitno treba zamjena za zastarjeli laki bombarder Douglas B-26 Invader. Iako su imali dva klipna motora i bili znatno sporiji od sjevernokorejskih lovaca s turbomlaznim motorima, Invaderi su masovno rabljeni u tom ratu. U početku su Invaderi djelovali iz zrakoplovnih baza na jugu Japana, napadajući ciljeve na jugu Koreje. Uglavnom su rabljeni kao jurišnici u zadaćama pružanja bliske zračne potpore ili uništavanja neprijateljskih crta opskrbe. Rabili su se sve do okončanja Korejskog rata, ali postalo je očito da su zastarjeli.

Zbog toga je pokrenut žuran postupak pronalaženja primjerene zamjene pokretane turbomlaznim motorima. U ljeto 1951. američko je ratno zrakoplovstvo objavilo zahtjev za novim lakim bombarderom/izviđačem s turbomlaznim pogonom. Na zahtjev su se odazvale četiri tvrtke. North American je ponudio inačicu bombardera B-45 Tornado s četiri turbomlazna motora. Boeing je ponudio inačicu bombardera B-47 sa šest motora, a Martin inačicu bombardera B-51 s tri motora. Na zahtjev se odazvao i Douglas s prilagođenom inačicom palubnog bombardera A3D Skywarrior. Već je u studenom 1951. objavljeno da je pobjednik Douglasov Skywarrior. No, kako se radilo o strateškom bombarderu namijenjenom uporabi s nosača zrakoplova, početkom 1952. objavljena je službena specifikacija po kojoj je Douglas trebao napraviti bombarder B-66. Istodobno je američko ratno zrakoplovstvo, kao privremenu mjeru, odlučilo 60 B-45 Tornada prenamijeniti od strateških bombardera u taktičke bombardere. Na njihovu žalost, prenamjena nije potpuno uspjela. U to su vrijeme jedino bombarderi bili sposobni prenositi nuklearno oružje do ciljeva u Sovjetskom Savezu pa se prenamjena Tornada u klasične bombardere baš i nije svima svidjela.
Drugo rješenje pronađeno je u otkupu licencije za proizvodnju britanskog bombardera Canberra, koji je dobio oznaku B-57. No B-57 je u operativnu uporabu uveden 1954., prekasno za djelovanje u Korejskom ratu. Osim toga, ni nosivost mu nije bila osobito velika. Uostalom, Skywarrior, pa tako i B-66, u svakom je pogledu bio daleko napredniji avion i od Tornada i od Canberre.
Američko ratno zrakoplovstvo od početka je planiralo da će novi avion rabiti kao bombarder (oznake B-66B ili Model 1327A) te za izvidničke zadaće (oznake RB-66B ili Model 1329). Kako se mijenjala "ratna sreća" u Korejskom ratu, tako su se mijenjali i prioriteti američkog ratnog zrakoplovstva. Iako je u početku B-66 trebao zamijeniti Invader, još prije nego što je poletio prvi prototip prioritet je dobila izvidnička inačica. Zapravo, američko je ratno zrakoplovstvo zaključilo da se B-66 neće previše razlikovati od izvornog mornaričkog Skywarriora pa nije ni naručena izrada prototipa XB-66. Umjesto toga naručena je serija od pet predserijskih RB-66A, označenih i kao Model 1326. Razvoj B-66 dodijeljen je Johnu C. Buckwalteru s timom smještenim u Douglasovu pogonu u Long Beachu.
Ugovor o serijskoj proizvodnji B-66 potpisan je u prosincu 1952. Do tog trenutka američko je ratno zrakoplovstvo zahtijevalo toliko izmjena da je novi avion bio bitno drukčiji od izvornog mornaričkog Skywarriora. Naravno, zadržana je osnovna konfiguracija s dva turbomlazna motora smještena u gondole pod krilima. U repu je i dalje bio dvocijevni top kalibra 20 mm, te je posada imala tri člana.

## Opis
Osnovne izmjene u odnosu bile su ugradnja novih nesklopivih krila i okomitog repnog stabilizatora, uklanjanje kočeće kuke i kuka neophodnih za kačenje aviona na brodske parne katapulte. Iako se prvotno vjerovalo, barem u Douglasu, da će tu izmjenama biti kraj, ratno je zrakoplovstvo zatražilo i mnoge druge. Jedna od njih bila je posebno značajna za posadu. Naime, ratna je mornarica zaključila da Skywarrioru ne trebaju katapultirajuća sjedala jer će kao strateški bombarder djelovati na velikim visinama. S druge strane, B-66 je od samog početka namijenjen za napade s malih visina te su katapultirajuća sjedala bila prioritet. Naravno, sjedala su se zajedno s pilotima katapultirala prema gore, iako je u to vrijeme na nekim bombarderima bilo i rješenja s katapultiranjem prema dolje.

B-66 nije trebao djelovati s nosača pa se pri projektiranju nije trebalo paziti na baš svaki kilogram. U odnosu na obična sjedala, katapultirajuća nisu samo teža već i znatno veća pa su projektanti trebali redizajnirati kabinu kako bi dobili neophodan prostor. Tako je dobiven novi raspored u kojem je pilot sjedio sam, a navigator i topnik/operater izvidničkih sustava sjedili su iza njega jedan pokraj drugoga.
S obzirom na to da je namjena Skywarriora bila bacanje nuklearnih bombi po sovjetskim ciljevima s velikih visina, a namjena B-66 bombardiranje s malih i vrlo malih visina, na potonjem je bilo neophodno napraviti i neke izmjene u konstrukciji. To se prije svega odnosilo na ojačanje krila i središnjeg dijela trupa. Osim što su ojačali krila, povećali su im površinu i postavili nove flapsove i elerone. Zbog uporabe radara s većom antenom trebalo je povećati i nos aviona za njezin smještaj. Kako je B-66 trebao djelovati i sa slabo uređenih poletno-sletnih staza, izvorni kotači sa Skywarriora nisu odgovarali toj namjeni. Umjesto njih su postavljeni veći s manjim pritiskom u gumama. Na B-66 je ugrađen i potpuno novi hidraulički sustav i sustav za opskrbu gorivom.

Ponajveća razlika u odnosu na Skywarriora bila je u motorima. Umjesto motora P&W J57 američko je ratno zrakoplovstvo, iako je i samo već rabilo turbomlazne motore J57 na svojim avionima, ali zbog straha da ih neće biti dovoljno za sve naručitelje, odlučilo opremiti B-66 turbomlaznim motorima General Electric/Allison J71. Velike razlike u potisku nije bilo jer je J57-P-1 davao 44,5 kN potiska, dok je J71-A-11 davao 45 kN.
Mockup B-66 bio je spreman za inspekciju u Douglasu u lipnju 1952. Iako je komisija američkog ratnog zrakoplovstva u načelu bila zadovoljna, imala je i neke zahtjeve. Najveći je bio da se dodatno ojačaju noge stajnog trapa. No, kako je zapravo trebalo napraviti potpuno novi avion, razvoj se odužio. Tako je prvi pretprodukcijski RB-66A bio gotov tek početkom 1954. Prvi je let obavio 28. lipnja 1954., ili šest mjeseci nakon prvobitno određenog roka američkog ratnog zrakoplovstva. Opremili su ga motorima Allison YJ71-A-9 potiska tek 42,6 kN. Letna su testiranja pokazala da je to bio najmanji problem. Avion je bio težak za letenje s tendencijom, na sreću probnih pilota, nekontroliranog propinjanja, a ne poniranja. Povrh toga, krila su opasno vibrirala. Vidljivost iz kabine bila je loša (isto kao i kod prvog prototipa Skywarriora), a bilo je i problema s vratima stajnog trapa koja se nisu do kraja zatvarala te su opasno vibrirala tijekom leta s tendencijom da će otpasti.
Bilo je to veliko iznenađenje za američko ratno zrakoplovstvo, koje je bilo sigurno da će dobiti gotovo operativni avion. Usprkos ranim problemima, preostala četiri RB-66A poletjela su do kraja 1954. pa se program letnih testiranja znatno ubrzao. S druge strane, brzina kojom je dovršeno pet predserijskih aviona značila je i da neće biti vremena da se na njima otklone uočeni nedostaci. Tako je svih pet RB-66A "patilo" od prevelikih vibracija krila, nekontroliranog propinjanja i kronične nepouzdanosti ugrađenih sustava. U svakom slučaju, B-66 nije bio pogodan za početak serijske proizvodnje.

Zbog toga je američko ratno zrakoplovstvo najavilo da će obustaviti program nabave B-66. Međutim, Douglasovi su projektanti uložili goleme napore kako bi otklonili nedostatke. Iako im je to na kraju i uspjelo, posljedica je bila dodatno kašnjenje ulaska u operativnu uporabu. Prvi serijski RB-66B prvi je put poletio u ožujku 1956. Uz oznaku B-66 dodano je i službeno ime Destroyer

Iako je prvotno bilo planirano i da pet predserijskih RB-66A uđe u sastav američkog ratnog zrakoplovstva, ali ipak su ostali u Douglasu kako bi mogli otkloniti mnogobrojne nedostatke. Poslije su prepušteni General Electricu koji ih je rabio kao leteće laboratorije za testiranje novih turbomlaznih motora.

## Tehničke karakteristike (B-66B)
Izvori podataka: Hrvatski vojnik br. 260
Osnovne karakteristike
- dužina: 22,9 m
- raspon krila: 22,1 m
- površina krila: 72,5 m2
- visina: 7,2 m

Letne karakteristike
- najveća brzina: 1020 km/h
- dolet: 3970 km
- najveća visina leta: 12.000 m